# حطر
حطر، روستایی است از توابع بخش بلده شهرستان نور در استان مازندران ایران.

## جمعیت
این روستا در دهستان شیخ فضل‌الله نوری قرار دارد و براساس سرشماری مرکز آمار ایران در سال ۱۳۸۵، جمعیت آن ۴۲ نفر (۱۶خانوار) بوده‌است.